# 奇平巴尼特 (英國國會選區)

選區在大倫敦的位置

奇平巴尼特（英語：Chipping Barnet），英國國會一自治市選區，包括大倫敦北部巴尼特區北部的七個地方選區。
始設於1974年。本區一直是保守黨佔優的選區。2010年大選中當區議員特雷莎·維利爾斯以48.8%選票連任成功。